# Elezioni statali in Tirolo del 2022
Le elezioni statali in Tirolo del 2022 si sono tenute il 25 settembre per il rinnovo del Landtag.

## Risultati
| Partito Popolare Austriaco                         | 119 167 | 34,71 | 14 |  |  |  |
| Partito della Libertà Austriaco                    | 64 683  | 18,84 | 7  |  |  |  |
| Partito Socialdemocratico d'Austria                | 60 009  | 17,48 | 7  |  |  |  |
| Lista Fritz - Forum dei Cittadini Tirolo           | 33 990  | 9,90  | 3  |  |  |  |
| I Verdi                                            | 31 598  | 9,20  | 3  |  |  |  |
| NEOS                                               | 21 589  | 6,29  | 2  |  |  |  |
| MFG Austria - Persone Libertà Diritti Fondamentali | 9 539   | 2,78  | –  |  |  |  |
| Partito Comunista d'Austria                        | 2 312   | 0,67  | –  |  |  |  |
| Mach Mit                                           | 453     | 0,13  | –  |  |  |  |
| Totale                                             | 343 340 | 100   | 36 |  |  |  |
|                                                    |         |       |    |  |  |  |
| Voti non validi                                    | 4 577   | 1,32  |    |  |  |  |
| Votanti                                            | 347 917 | 65,02 |    |  |  |  |
| Elettori                                           | 535 112 |       |    |  |  |  |

| Riepilogo dei voti                       | Riepilogo dei voti                       | Riepilogo dei voti                       | Riepilogo dei voti | Riepilogo dei voti | Riepilogo dei voti | Riepilogo dei voti |
| ---------------------------------------- | ---------------------------------------- | ---------------------------------------- | ------------------ | ------------------ | ------------------ | ------------------ |
| Partito Popolare Austriaco               | Partito Popolare Austriaco               | Partito Popolare Austriaco               |                    |                    | 34,71%             | ▼ 9,55             |
| Partito della Libertà Austriaco          | Partito della Libertà Austriaco          | Partito della Libertà Austriaco          |                    |                    | 18,84%             | ▲ 3,31             |
| Partito Socialdemocratico d'Austria      | Partito Socialdemocratico d'Austria      | Partito Socialdemocratico d'Austria      |                    |                    | 17,48%             | ▲ 0,23             |
| Lista Fritz - Forum dei Cittadini Tirolo | Lista Fritz - Forum dei Cittadini Tirolo | Lista Fritz - Forum dei Cittadini Tirolo |                    |                    | 9,90%              | ▲ 4,44             |
| I Verdi                                  | I Verdi                                  | I Verdi                                  |                    |                    | 9,20%              | ▼ 1,47             |
| NEOS                                     | NEOS                                     | NEOS                                     |                    |                    | 6,29%              | ▲ 1,08             |
| Altri <3,00%                             | Altri <3,00%                             | Altri <3,00%                             |                    |                    | 3,68%              |                    |
| Riepilogo dei seggi                      |                                          |                                          |                    |                    |                    |                    |
|                                          |                                          |                                          |                    |                    |                    |                    |
| SPÖ                                      | 7                                        | ▲ 1                                      |                    | Verdi              | 3                  | ▼ 1                |
| FRITZ                                    | 3                                        | ▲ 1                                      |                    | NEOS               | 2                  | ━                  |
| ÖVP                                      | 14                                       | ▼ 3                                      |                    | FPÖ                | 7                  | ▲ 2                |